# Herbert bárója
A Herbert báró címet az angol főrendben hozta létre IV. Eduárd angol király. 1461-ben William Herbert parlamentbe hívó levéllel lett báró – külön szabályozás híján ez a cím így női ágon is örökölhető. Herbert-et 1468-ban Pembroke grófjává neveztek ki. Herbert fia, a második Prembroke gróf 1479-ben megkapta az előkelőbb Huntigdon grófja címet, án 1491-ben férfi örökös nélkül halt meg, a grófi címei megszűntek. A Herbert báróság viszont egyetlen leányára és örökösére szállt át. Elzabeth Herbert később hozzáment az első Worcester grófhoz. Elizabeth halála után a cím fiára szállt, aki később apja grófi címét is örökölte. Később az ötödik grófot Worcester márkijává tették, a harmadik márkit pedig Beaufort hercegévé nevezték ki. Ezt követően a bárói cím és a hercegi rang egyesült, egészen 1984-ig, amikor a tizedik herceg utód nélkül hunyt el, és a bárói cím függő állapotba került, mivel a tizedik herceg nővérének – Blanche-nak – több női örököse is volt.
- Lady Blanche Somerset (1897–1968) ∞¹ John Eliot,  St Germans 6. grófja ∞² George Francis Valentine Scott Douglas (1898–1930)
  - Lady Rosemary Eliot (1919–1963)
    - Davina Nutting (1940–1976) ∞ John Martin Brentnall Cope
      - Jonathan Edric Cope (1961–1976)
      - Frederica Samantha Mary Cope (1963–) ∞ David Thomas
        - Davinia Mary Mauritius Thomas (1999–)

    - Alexandra Rubens (sz. 1951) ∞ Danny Peyronel
      - Jesse Alexander Peyronel (sz. 1977)

  - Lady Cathleen Eliot (1921–1994) ∞ John Seyfried
    - David Seyfried-Herbert (1952–)  19. Herbert báró (2002)

2002-ben David Seyfried-Herbert kérvényezte az alvó állapotba került Herbert bárói cím előhívását. Mivel több örökös is jogosult volt, de senki nem emelt kifogást, az uralkodó az ő javára döntött, így David lett Herbert 19. bárója. Ez a jogi eljárás megszokott az olyan címeknél, amelyek női ágon is örökölhetők, és több ág közötti megosztottság miatt alvó állapotba kerültek.

## A cím viselői
- William Herbert (1423–1469), Herbert 1. bárója, Pembroke 1. grófja
- William Herbert (–1491), Herbert 2. bárója, Pembroke 2. grófja, Huntingdon 1. grófja
- Elizabeth Herbert, (~1476–1509/13) Herbert 3. bárónője, Charles Somerset, Worcester 1. grófjának felesége
- Henry Somerset (1496–15489), Worcester 2. grófja, Herbert 4. bárója
- William Somerset (1526-1628), Worcester 3. grófja, Herbert 5. bárója
- Edward Somerset (1550-1628), Worcester 4. grófja, Herbert 6. bárója
- Henry Somerset (1577-1646), Worcester 5. grófja, Herbert 7. bárója, Worcester márkija
- Edward Somerset (1601–1667), Worcester 2. márkija, Herbert 8. bárója
- Henry Somerset (1629–1700), Beaufort 1. hercege, Herbert 9. bárója
- Henry Somerset (1684–1714), Beaufort 2. hercege, Herbert 10. bárója
- Henry Somerset (1707–1745), Beaufort 3. hercege, Herbert 11. bárója
- Charles Noel Somerset (1709–1756), Beaufort 4. hercege, Herbert 12. bárója
- Henry Somerset (1744–1803), Beaufort 5. hercege, Herbert 13. bárója
- Henry Charles Somerset (1766–1835), Beaufort 6. hercege, Herbert 14. bárója
- Henry Somerset (1792–1853), Beaufort 7. hercege, Herbert 15. bárója
- Henry Charles Fitzroy Somerset (1824–1899), Beaufort 8. hercege, Herbert 16. bárója
- Henry Adelbert Wellington Fitzroy Somerset (1847–1924), Beaufort 9. hercege, Herbert 17. bárója
- Henry Hugh Arthur Somerset (1900–1984), Beaufort 10. hercege, Herbert 18. bárója
- David John Seyfried-Herbert, Herbert 19. bárója (1952–)

## Fordítás
- Ez a szócikk részben vagy egészben  a   Baron Herbert című angol Wikipédia-szócikk ezen változatának fordításán alapul.  Az eredeti cikk szerkesztőit annak laptörténete sorolja fel. Ez a jelzés csupán a megfogalmazás eredetét és a szerzői jogokat jelzi, nem szolgál a cikkben szereplő információk forrásmegjelöléseként.